# Sara Ramos
Sara Ramos (Barreiro, 2 de Abril de 1993) é uma desportista portuguesa que já foi pentacampeã nacional de Karatê (Kumite).
Destacou-se como praticante de Karatê na Colectividade Clube Dramático Instrução e Recreio 31 de Janeiro "Os Celtas" entre aproximadamente 2003 até de 2011, altura em que começou a praticar no CRD Cavaquinhas do Seixal. Sara é tetra campeã nacional de karaté em kumite.
Actualmente Sara conta com um estimado de mais de 80 medalhas e 30 troféus. 